# Isidor Straus
Isidor Straus, född 6 februari 1845, död 15 april 1912, var en tysk-judisk amerikan som tillsammans med sin bror Nathan var ägare till den amerikanska varuhuskedjan Macy's. Han var även med och tjänstgjorde som ledamot av USA:s representanthus en kortare tid. Han omkom tillsammans med sin fru Ida Straus vid Titanics förlisning den 15 april 1912.

## Biografi
Isidor Straus föddes i Otterberg, dåvarande Kurpfalz i Kungariket Bayern. 1854 utvandrade han med sin familj till USA dit även fadern Lazarus utvandrat två år tidigare. Efter amerikanska inbördeskriget flyttade familjen till New York, där hans far fick öppna butik i Rowland Hussey Macys varuhus. De blev delägare i firman och Isidor och brodern Nathan tog helt över företaget 1895.

## Ombord på Titanic
Isidor Straus och hustrun Ida hade vistats i Frankrike en tid, men skulle nu resa hem till USA på RMS Titanics jungfrufärd. De steg ombord som första klass-passagerare i Southampton, och med följde också hushållerskan Ellen Bird. När Titanic gick på ett isberg och paret blivit varse om sakens allvar försökte Isidor Straus få sin fru att stiga ner i en livbåt, något hon gång på gång vägrade att göra då hon ville stanna med honom. Flera överlevande passagerare såsom Archibald Gracie IV och Hugh Woolner vittnade om denna händelse. Isidor ska till och med ha erbjudits plats i en livbåt, något han avvisade med orden "-jag går inte i före de andra männen". Paret blev kvar på däck arm i arm, men såg till att hushållerskan Ellen Bird räddades i en livbåt.
Kabelskeppet CS Mackay-Bennett återfann Isidor Straus kropp i havet senare i april, men Ida hittades aldrig.